# Cuvée
Der Ausdruck Cuvée stammt aus dem Französischen und bezeichnet ursprünglich den Inhalt des Gärbehälters (von französisch Cuve ‚Gärbehälter‘). Die Bedeutung des Wortes ist je nach Kontext unterschiedlich.

## Cuvée im französischen Sprachgebrauch
Im französischen Sprachgebrauch ist eine Cuvée jeder separat abgefüllte Wein eines Weingutes. Dies kann sowohl ein Verschnitt (Gemisch) mehrerer Rebsorten als auch ein Wein aus einer einzelnen Lage sein. Das Spitzenprodukt eines Weinguts wird gelegentlich als Tête de cuvée oder als Cuvée Prestige bezeichnet.
Beim Champagner wird auch der zuerst aus der Kelter ablaufende Most, der die höchste Qualität hat, als Cuvée bezeichnet. Die verschiedenen Abfüllungen eines Champagnerhauses heißen aber ebenfalls Cuvées.

## Cuvée im deutschen Sprachgebrauch

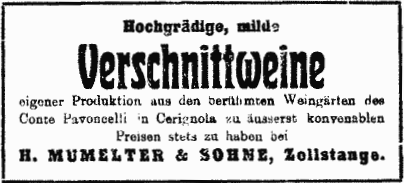
Anzeige für Verschnittwein aus Bozen von 1925

Im deutschsprachigen Raum ist Cuvée ein Synonym für Verschnittwein. Gemeint ist entweder das gemeinsame Keltern oder auch das Vergären von verschiedenen Rebsorten in einem Gärbehälter zur Herstellung von Wein oder Schaumwein oder das spätere Verschneiden von Weinpartien unterschiedlicher Rebsorten oder Lagen. Auch der so gewonnene Wein wird als Cuvée bezeichnet. Die gemeinsame Bedeutung all der verschiedenen Herstellungsarten ist somit, dass das Endprodukt Wein bei einer Cuvée aus verschiedenen Rebsorten oder Weinbergslagen erzeugt wurde.
Die Zusammenstellung der Cuvée bzw. diese selbst wird in Frankreich hingegen als Assemblage bezeichnet.
Das Verschneiden von Weinen zu einer Cuvée hat ursprünglich den Sinn, die Qualität des fertigen Produkts zu erhöhen. Weitere Gründe können die konstante Qualität und ein konstanter Geschmack über mehrere Jahrgänge hinweg sein, besonders bei Schaumwein und da wiederum vorwiegend bei Markenprodukten von Großkellereien.
Beim Verschnitt wählt ein Kellermeister zum Beispiel einen sehr körperreichen, farbintensiven Rotwein als Verschnittpartner für leichtere, aber fruchtigere Weine aus. Dies geschieht aber immer mit Vorverkostungen der Verschnittanteile in kleinen Probenreihen, damit das Ergebnis sensorisch beurteilt werden kann. Eine optimal zusammengeführte Cuvée schmeckt besser als jede Partie für sich. Die Eigenschaften der einzelnen Partien wie Fruchtausprägung, Tanningehalt, Alkoholgehalt, Restsüße usw. ergänzen einander dabei zu einem harmonischen Ganzen. Typische Rebsortencuvées sind die Weine von Bordeaux, die aus drei bis fünf Rebsorten bestehen. Beim Châteauneuf-du-Pape sind sogar bis zu 13 Rebsorten zugelassen, wobei auch weiße Sorten in den Rotwein kommen dürfen. Auch der bekannte Schweizer Rotwein Dôle ist eine Cuvée.

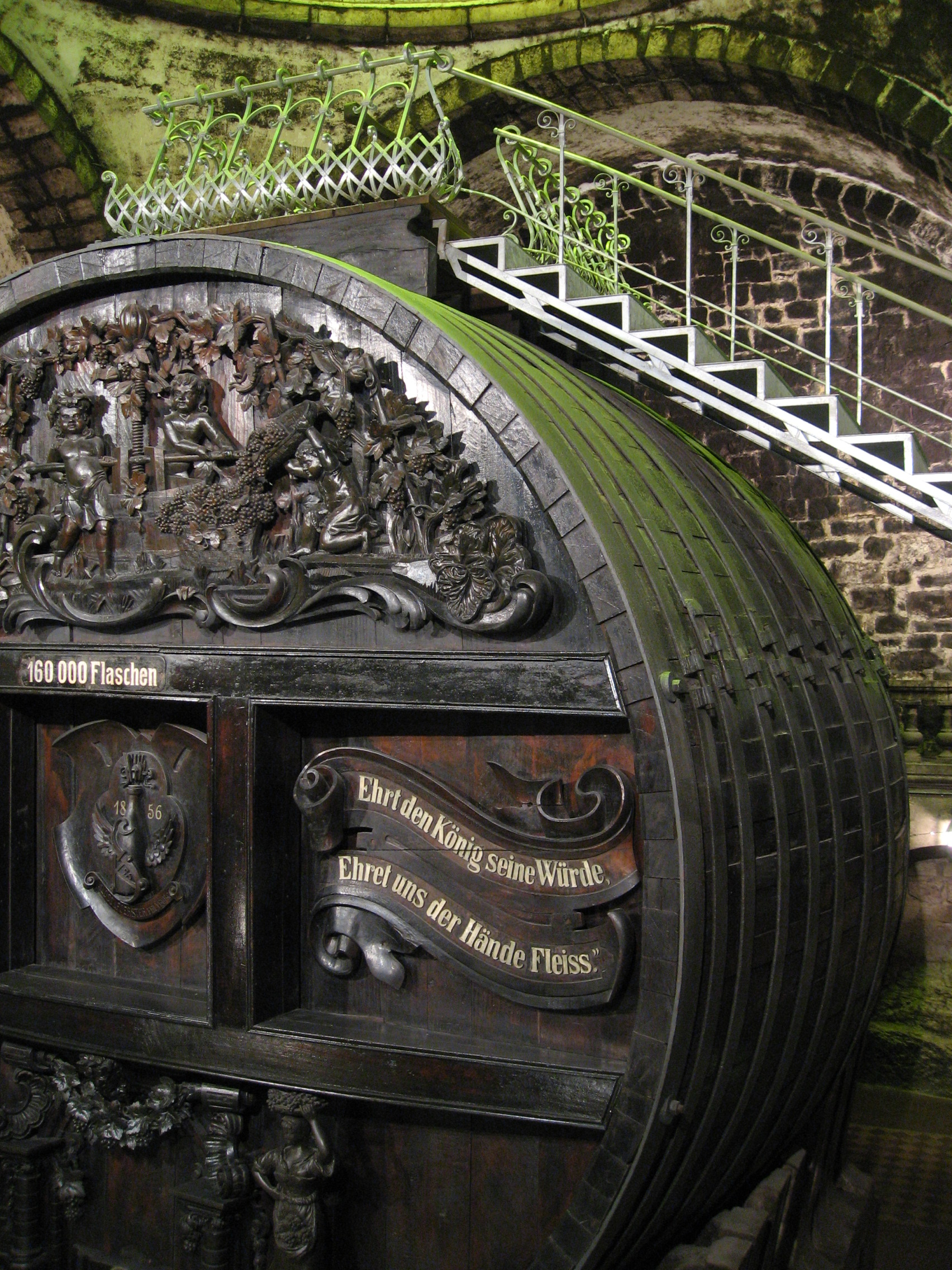
Das 120.000 Liter fassende Cuvéefass in der Rotkäppchen Sektkellerei

Während in den meisten weinerzeugenden Ländern das Verschneiden von Rebsorten zur Gewinnung eines Weins gang und gäbe ist, sind Cuvées in Deutschland und Österreich in der Minderheit. Die Rebsorten müssen dabei auf dem Etikett nicht vermerkt werden. Doch auch in Deutschland ist diese Art der Weinherstellung nicht neu. Sogar der gemischte Anbau mehrerer Rebsorten in einem Weinberg, die dann als „Gemischter Satz“ gemeinsam gelesen und gekeltert werden, besitzt eine lange Tradition, insbesondere beim württembergischen Schillerwein, einer Cuvée aus Rotwein- und Weißweintrauben. Obwohl der gemischte Satz heute nur noch wenig Bedeutung hat, gibt es bei einigen Winzern solche Cuvées als Spezialität.
Das größte geschnitzte Cuvée-Weinfass Deutschlands mit einem Fassungsvermögen von 120.000 Litern steht in Freyburg (Unstrut), Sachsen-Anhalt, und wurde im Jahr 1896 vom Küfer Georg Feldmann aus dem Holz von 25 Eichen erbaut.